# Claude Gindin
Claude Gindin est un historien français.

## Biographie
Professeur d'histoire, Claude Gindin est membre du Comité central du PCF à partir de 1990, puis membre du Comité national du PCF à partir de 2000. 
Depuis 2014, il est le directeur de la revue La Pensée, succédant à Antoine Casanova, et après en avoir été la cheville ouvrière pendant de nombreuses années. 
Historien, il a publié des études sur la Révolution française, ainsi que plusieurs articles sur le communisme contemporain. Il est membre du Conseil d'orientation de l'association Espaces Marx.

## Publications

### Ouvrages
- La Révolution française, modèle ou voie spécifique?, Le Temps des cerises, 2014.
- La révolution informationnelle et le travail humain, La Pensée, 2001.
- Nouvelles technologies: nouveau monde?, avec Antoine Casanova et Jean-Christophe Le Duigou, La Pensée, 2001.
- Pouvoir local et Révolution: les districts et l'enquête de l'An II sur les moulins, Presses universitaires de Rennes, 1999[5].
- Les moulins de la République, Annales historiques de la Révolution française, 1992.
- Mouture des grains à l'époque de la Révolution française et problèmes de l'étude des conditions de la production, Université de Besançon, 1988.
- La Révolution française et le monde rural, avec Michel Vovelle et Claude Mazauric, Sorbonne, 1987.
- Matérialisme historique et analyse de la crise, Archives du Parti communiste français, 1985.
- Le pain de Gonesse à la fin du XVIIe siècle, Revue d’Histoire moderne et contemporaine, 1972[6].

### Articles
- Lucien Sève (1926-2020), La Pensée, numéro 401, 2020.
- La bibliographie d’Antoine Casanova, avec Laure Lévêque et Monique Clavel-Lévêque, La Pensée, numéro 400, 2019.
- Retour sur une trajectoire, La Pensée, numéro 399, 2019.
- Être revue du rationalisme moderne, La Pensée, numéro 399, 2019.
- Du marxisme-léninisme à Marx au Parti communiste français, La Pensée, numéro 394, 2018.
- Antoine Casanova (1935-2017), directeur de La Pensée (1976-2014), La Pensée, numéro 392, 2017.
- Besoins et humanité, La Pensée, numéro 376, 2013.
- Sur le communisme des communistes, La Pensée, numéro 375, 2013[7].